# الزاهد البخاري
الزَّاهِد البُخَاري (تـ 546هـ / 1151م) هو مفسر، من أهل بخارى.
هو محمد بن عبد الرحمن بن أحمد، أبو عبد الله البخاري، علاء الدين الملقب بالزاهد.

## آثاره
من كتبه:
- «تفسير القرآن» قيل: «أكثر من ألف جزء».
- «محاسن الإسلام وشرائع الإسلام». طٌبع غير ذي مرة.